# Guido Calabresi
Guido Calabresi (18 oktober 1932) is een Italiaans-Amerikaanse jurist en senior rechter aan het Hof van Beroep voor het 2e circuit. Calabresi studeerde aan de Universiteit van Oxford. Hij was decaan van de juridische faculteit van de Yale-universiteit, waar hij in 1959 begon als professor. Calabresi wordt, tezamen met Ronald Coase, gezien als grondlegger van de economische analyse van het recht.